# Hip hop cinese
Lo sviluppo della cultura hip hop (嘻哈S, XīhāP, parola che ricalca il suono della parola hip hop; oppure: 说唱S, ShuōchàngP, lett. "parlare-cantare") in Cina è un fenomeno relativamente recente, legato e influenzato principalmente dall'hip hop americano. Esso è un fenomeno musicale che si sta diffondendo soprattutto fra le fasce di età più giovani della popolazione cinese. La popolarità dei rapper americani è arrivata nel paese asiatico sin dall'inizio degli anni '90, tuttavia la crescita del genere prodotto localmente non arrivò se non un decennio più tardi. Uno dei gruppi che riscosse maggior successo e che viene accreditato come uno dei pionieri della musica Hip-hop in Cina sono gli Yin Ts’ang (隐藏), gruppo composto da due rapper americani, uno cinese e uno canadese, all'attivo dalla fine degli anni '90 ad oggi.
Sebbene ci siano delle eccezioni, lo stile e le tematiche del rap in lingua cinese, in generale, sono meno concentrati su tematiche riguardanti la società e sono considerati dei generici sfoghi di adolescenti alle prese con problemi meno rilevanti. D’altro canto, i tentativi degli artisti come gli Yin Ts’ang sono considerabili a tutti gli effetti degli sfoghi verso la contraddittorietà della società delle grandi città cinesi . Il DJ cinese V-Nutz affermò alla rivista Trindle, nel 2007, che “non ci sia ancora uno stile rap cinese. Al momento, i ragazzini qui semplicemente ascoltano molta musica occidentale. Credo che si potrà parlare di uno stile cinese fra 10 o 15 anni […]”.
Il rapper XIV degli Yin Ts’ang, inoltre, affermò: “posso dirti di cosa non cantiamo nel rap: orge, droghe, o il governo. È una buona idea se hai intenzione di continuare la tua carriera (o la tua vita)".

## Origine e sviluppo
I primi DJ che iniziarono a guadagnare popolarità proponendo musica Hip-hop in Cina vengono accreditati essere quelli che gravitavano intorno al night club "Juliana's a Pechino, nel 1984. In quegli anni pochi club potevano permettersi di importare CD e LP dall'estero per proporli al pubblico. Durante i primi anni '90, in Cina cominciarono a comparire le prime serate a tema hip-hop a Pechino e Shanghai, e nel 1994 vennero costruiti i primi club dedicati esclusivamente alla musica Hip-hop, fra questi il primo fu il locale "Broadway" a Shanghai.
La natura sovversiva della musica hip-hop ha fatto sì che questo genere non fosse mai riconosciuto né analizzato dai media ufficiali cinesi, ciò significa che tutto il successo ottenuto dal genere sia arrivato dalle sottoculture, senza supporto dei media né di qualsivoglia sponsorizzazione all’interno del circolo dei media cinesi.
Il primo pezzo che presentava caratteristiche del rap cinese fu presentato dall’artista rock Cui Jian all’inizio degli anni ’90. Seguirono gruppi taiwanesi come The Party e TTMhad che ottennero comunque un tiepido successo. Gli elementi del rap vero e proprio si presentarono alla fine degli anni ’90 con i rapper di Hong Kong Softhard e LMF, che nonostante presentassero rime scritte in dialetto cantonese, ebbero l’importanza di influenzare i conseguenti rapper cinesi e taiwanesi come MC HotDog, Da Xi Men e Da Zhi.
Gli Yin Ts’ang furono il primo gruppo in Cina che riuscì a firmare per un’etichetta discografica (Scream Records), e nel 2002 pubblicarono il loro primo LP: 为人民服务 (letteralmente “Per servire il popolo”). Il gruppo ricevette le attenzioni di alcuni media statali e internazionali (China Daily, CCTV, PBS, Los Angeles Times, New York Times) e comparì nell’edizione del 2003 dei Pepsi Music Awards, dove vinsero il premio di Miglior Gruppo Emergente dell’anno.
Nella fase iniziale dell’arrivo dell’hip-hop in Cina, esso veniva spesso cantato in inglese, infatti ancora pochi artisti avevano la confidenza di cantare in cinese; principalmente per la natura tonale della lingua si credeva che essa non fosse adatta alle forme musicali del rap. Nella stessa intervista, XIV affermò che una parte importante del futuro del rap cinese sarebbe stata spingere i nuovi artisti a cantare nella loro lingua.
La tecnica del freestyle ottenne un grande successo in Cina nel 2002, trascinata dallo spopolare del film “8 mile” con protagonista il rapper americano Eminem. Il cinema ha giocato un ruolo importante nella promozione della cultura hip –hop in Cina, non solo per il rap, ma anche per le altre arti dell’hip-hop: break dance, graffiti e anche per gli stili di vestiario tipici della sottocultura. Le prime competizioni di freestyle arrivarono a partire dal 2001 con la creazione della competizione annuale Iron Mic, in cui le tradizionali sfide a karaoke vennero sostituite da battaglie più improntate sul freestyle.

## Uiguri
Un caso particolare dello sviluppo della musica rap in Cina è quello della minoranza Uigura: dal 2006 in poi, la minoranza della regione dello Xinjiang ha espresso il proprio malcontento (dovuto alla assimilazione della propria cultura da parte della maggioranza Han) attraverso la musica hip-hop. Questo stile musicale, cantato esclusivamente nel dialetto locale ha attratto anche gran parte della minoranza cinese Han. Il gruppo pioniere e più famoso è quello dei Six City, un collettivo proveniente da una zona lontana dalla zona più urbanizzata della capitale Urumqi. Questo stile porta con sé il dovere di preservare, proteggere e tramandare la cultura e il linguaggio uiguri, oltre al messaggio sociale che descrive la vita marginalizzata della minoranza.
Nel giugno 2009, le rivolte delle minoranze etniche a Urumqi crearono una spaccatura nella scena rap Uigura. Il gruppo Six City ritenne non conveniente organizzare i propri concerti per paura di causare altre rivolte o di esserne vittima. Per questo, fino al 2011, la scena dello Xinjiang subì un forte rallentamento. Tuttavia, il successo dei dischi precedenti ha fatto sì che il gruppo venisse apprezzato anche nella capitale Pechino, nella quale il collettivo si è esibito più volte davanti a folle di cinesi Han.

## Il rapporto con la censura
L’importanza della censura verso l’arte controversa adottata dal governo cinese ha influenzato anche il movimento dell’hip-hop. Il gruppo di Pechino IN3 (阴三), costituito da 3 cantanti i cui riferimenti alla vita nella capitale e alle sue contraddizioni, sono stati presi di mira dal Ministero della Cultura cinese. Nel 2015, in una lista di 120 canzoni bandite dal paese e da internet, infatti, gli IN3 occupano le prime 17 posizioni della classifica.
Le loro canzoni, sebbene evitino le critiche strettamente legate alle azioni del governo cinese, contengono riferimenti a marchi come Nike e Sony, critiche ai prezzi troppo alti dei medicinali, delle scuole e della vita negli appartamenti. Le loro canzoni “北京晚报” (Beijing evening news) e “老师好” (Buongiorno professore) contengono riferimenti alle figure dei professori e alle difficoltà della vita nella capitale. Il gruppo fu anche esortato dal presidente Xi Jinping a non produrre lavori “volgari” e a sostenere il socialismo attraverso il loro lavoro; inoltre, dopo una campagna governativa per punire le celebrità facenti uso di droghe, tutti e tre i membri vennero arrestati per circa una settimana per sospetto consumo e detenzione di cannabis. Uno dei membri sostenne che non fossero stati arrestati per delle prove tangibili, ma probabilmente solo per la musica che producevano. Il gruppo in seguito vide tutte le proprie date cancellate e probabilmente non sarà più in grado di esibirsi dal vivo a Pechino.

## Artisti rilevanti
La seguente lista include alcuni dei rapper più conosciuti della scena hip-hop cinese:
- N. Jersey Boy;
- MC HotDog (哈狗帮);
- Yin Ts’ang (隐藏);
- Sbazzo (ex隐藏);
- XIV (from 隐藏);
- Young Kin (噔哚, rapper cinese-americano);
- IN3 (阴三);
- PhoenixCry(凤凰鸣);
- Tim Wu;
- D. Evil;
- Itsogoo;
- Red Star;
- AP Manchucker (满人);
- Tang King (Red Star);
- Uranus (天王星);
- Young Peach (嫩桃弟弟);
- ABD;
- Dragon Tongue Squad (龙门阵);
- Sha Zhou (沙洲);
- JR Fog;
- Nasty Ray;
- Lil’ Tiger (小老虎);
- GX6 Crew;
- Six City;
- LMF;
- Big Zoo

Molti altri artisti sono rintracciabili grazie a delle piattaforme come ZhongTV, la quale fornisce una grande visibilità agli artisti cinesi emergenti, sia su YouTube che sulla piattaforma cinese Weibo.